# Distretto di Nakagami
Il distretto di Nakagami (中頭郡, Nakagami-gun?) è uno dei distretti della prefettura di Okinawa, in Giappone.
Attualmente fanno parte del distretto i comuni di Chatan, Kadena, Kitanakagusuku, Nakagusuku, Nishihara e Yomitan.
| Controllo di autorità | VIAF (EN) 257268786 · NDL (EN, JA) 00641315 |